# Subregió de Tekirdağ
La subregió de Tekirdağ (TR21) és una de les 26 subregions estadístiques de Turquia.

## Regions de tercer grau (províncies)
- Província de Tekirdağ (TR211)
- Província d'Edirne (TR212)
- Província de Kırklareli (TR213)